# Straßenlauf-Länderkampf der Männer 1972 BR Deutschland – Niederlande – Schweiz
| 8. Leichtathletik-Länderkampf mit bundesdeutscher Beteiligung 1972       | 8. Leichtathletik-Länderkampf mit bundesdeutscher Beteiligung 1972 |
| ------------------------------------------------------------------------ | ------------------------------------------------------------------ |
|                                                                          |                                                                    |
| Straßenlauf-Vergleich der Männer: BR Deutschland – Niederlande – Schweiz |                                                                    |
| Austragungsort                                                           | Krefeld                                                            |
| Wettbewerbe                                                              | 1                                                                  |
| Datum                                                                    | 17. Juni                                                           |
| 1. FRG 2. SUI 2. NLD                                                     | 8:28:47,4 h 8:36:32,2 h 8:43:18,8 h                                |
| Chronik                                                                  |                                                                    |
| ← ROU-FRG (F)                                                            | FRG-URS (M) →                                                      |

Im achten Vergleich des Länderkampfjahres 1972 kam es in Krefeld am 17. Juni zur zehnten Begegnung der drei Länder Bundesrepublik Deutschland, Niederlande und Schweiz in einem Straßenlauf. Sämtliche vorangegangene Aufeinandertreffen hatten die bundesdeutschen Läufer siegreich beendet.

## Wettbewerbe und Modus
Wie immer in den Straßenlauf-Länderkämpfen wurde ein Rennen über dreißig Kilometer durchgeführt. Jede Nation stellte sechs Läufer, von denen die fünf Besten über die Addition ihrer Zeiten gewertet wurden.

## Ergebnis
Der Einzelsieg ging an einen Läufer aus der Schweiz, Zweiter wurde ein Niederländer. Die gewerteten bundesdeutschen Vertreter belegten die Ränge drei bis sechs sowie vierzehn. Das reichte, um in der Endabrechnung in 8:28:47,4 Stunden mit knapp acht Minuten Vorsprung vor der Schweiz den Länderkampf erneut für sich zu entscheiden. Etwas mehr als weitere sieben Minuten zurück folgte die Niederlande auf Platz drei.

## Legende
Kurze Übersicht zur Bedeutung der Symbolik – so üblicherweise auch in sonstigen Veröffentlichungen verwendet:
| DNF | nicht im Ziel (did not finish) |

### 30-km-Straßenlauf
| Platz | Athlet          | Land | Zeit (h)  |
| ----- | --------------- | ---- | --------- |
| 01    | Alfons Sidler   | SUI  | 1:38:24,8 |
| 02    | Henk Kalf       | NLD  | 1:38:34,2 |
| 03    | Georg Pyttel    | FRG  | 1:38:44,4 |
| 04    | Hans Landskron  | FRG  | 1:38:49,4 |
| 05    | Alfons Ida      | FRG  | 1:39:25,8 |
| 06    | Hans Hellbach   | FRG  | 1:41:45,2 |
| 07    | Wim Hol         | NLD  | 1:42:28,8 |
| 08    | Helmut Kunisch  | SUI  | 1:43:03,6 |
| 09    | Klaas de Ruiter | NLD  | 1:43:34,8 |
| 10    | Fritz Schneider | SUI  | 1:44:10,0 |
| 11    | Toni Funk       | SUI  | 1:45:03,8 |
| 12    | Robert Boos     | SUI  | 1:45:50,0 |
| 13    | van Alphen      | NLD  | 1:47:02,0 |
| 14    | Klaus Addicks   | FRG  | 1:50:02,6 |
| 15    | Urs Schüpbach   | SUI  | 1:50:33,2 |
| 16    | No Op den Oordt | NLD  | 1:51:39,0 |
| 17    | H. van Irssen   | NLD  | 1:53:46,6 |
| DNF   | Helmut Schu     | FRG  |           |